# Poa simensis
Poa simensis är en gräsart som beskrevs av Ferdinand von Hochstetter och Achille Richard. Poa simensis ingår i släktet gröen, och familjen gräs. Inga underarter finns listade i Catalogue of Life.